# Aspàsia de Focea
Aspàsia de Focea (en grec antic Ἀσπασία) era una filla d'Hermòtim, que es va criar orfe de mare, ja que aquesta va morir durant el part. La seva família era pobra però li va donar una bona educació. Claudi Elià explica que Afrodita li va donar un ungüent (o unes pólvores) fet a partir de pètals de les roses consagrades a la deessa, que la van convertir en la més bella de les dones. Tenia els cabells rossos i ondulats, la pell delicada, amb un color semblant al de les roses. Un dia, Aspàsia va ser portada davant de Cir el Jove, fill de Darios i germà d'Artaxerxes, no per la seva voluntat ni la de la seva família, sinó com a botí de guerra. A Cir li va agradar i la va convertir en la favorita d'entre les seves concubines, gràcies a la seva bellesa i a la seva intel·ligència. Cir es feia aconsellar per ella en assumptes importants i mai el va defraudar. Quan Cir va morir en la batalla de Cunaxa lliurada contra el seu germà i aquest va conquerir el seu campament, van capturar també Aspàsia. La van portar lligada davant d'Artaxerxes, que es va irritar amb els soldats i va ordenar que la deslliguessin i li donessin robes de gala. Al tornar-la a veure, Artaxerxes se'n va enamorar, i va convertir-la en la seva favorita. Finalment s'hi va casar.
El fill d'Artaxerxes, Darios, quan fou proclamat hereu, li va demanar com a regal que li donés a Aspàsia i el rei només va posar la condició que la noia donés la conformitat; però al cap d'un temps el rei la va recuperar i la va fer sacerdotessa del temple d'Ecbàtana on s'exigia el requisit del celibat; enfurismat, Darios va complotar contra el pare i fou descobert i executat.
Plutarc diu que el seu nom real va ser Milto (que significa de color vermellós), i que Cir li va dir Aspàsia per l'amant de Pèricles.